# Semeniwka (rejon nikopolski)
Semeniwka (ukr. Семенівка) – wieś na Ukrainie, w obwodzie dniepropetrowskim, w rejonie nikopolskim, w hromadzie Tomakiwka. W 2001 liczyła 290 mieszkańców, spośród których 282 wskazało jako ojczysty język ukraiński, 7 rosyjski, a 1 inny.